# 承化郡
承化郡，中国唐朝时设置的郡。
唐玄宗天宝元年（742年），改峰州置承化郡。治所在嘉宁县（今越南富寿省白鹤县南凤州）。下辖嘉宁县、新昌县（今越南永福省永安）、承化县（今越南富寿省越池市）、嵩山县（今越南富寿省峰州）、珠绿县（今越南富寿省广珠）。辖境相当今辖境相当今越南永富省及河宣省南部地。唐肃宗乾元元年（758年）复改为峰州。